# Cisticerc
Cisticercul reprezintă stadiul larvar al cestodelor (diferite tipuri de taenia: Tænia solium, Tænia saginata, Tænia marginala etc.) care se prezintă sub forma unor vezicule de mărimea unui bob de mazăre.
Cisticercii se dezvoltă în țesuturile gazdei intermediare, mai ales în mușchii mamiferelor (porci, vaci etc.).
După ce a ajuns în intestinul gazdei definitive (care poate fi și omul), cisticercul evoluează în cestod adult și cauzează teniaza.
Carnea infestată cu cisticerci este cunoscută sub denumirea de carne măzărată.
Acest articol conține text din Dicționarul enciclopedic român (1962-1966), aflat acum în domeniul public.